# 瓦普拉日
瓦普拉日（法語：Oye-Plage，法語發音：[wa plaʒ]）是法国上法蘭西大區加来海峡省的一个市镇，属于圣奥梅尔区。

## 地名
“Plage”在法语中意为“海滩”。

## 地理
瓦普拉日（50°58'40"N, 2°2'39"E）面积33.86 平方千米，位于法国上法蘭西大區加来海峡省，该省份为法国北部沿海省份，西北濒北海，南至索姆省，东临北部省。
与瓦普拉日接壤的市镇（或旧市镇、城区）包括：新埃格利斯、旧埃格利斯、圣奥梅尔卡佩勒、圣福尔坎、格拉沃利讷、菲利普大堡、马克、奥弗凯尔克。
瓦普拉日的时区为UTC+01:00、UTC+02:00（夏令时）。

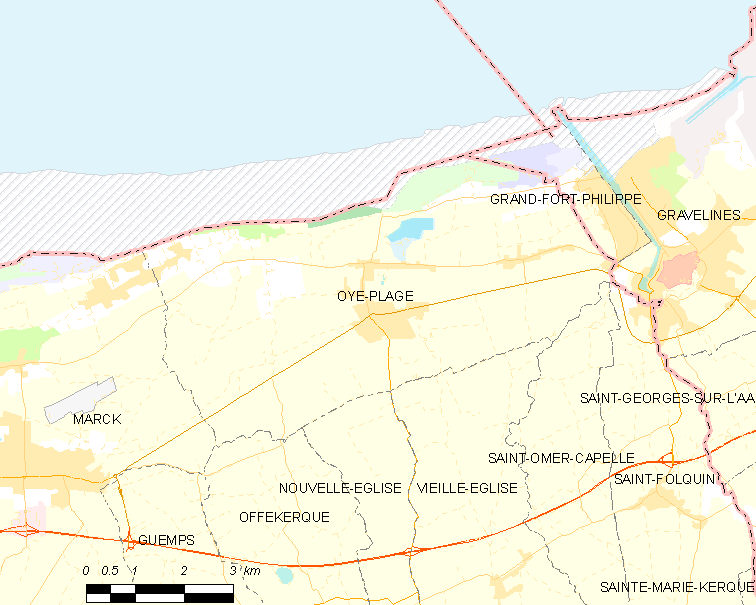
瓦普拉日的OSM定位图

## 行政
瓦普拉日的邮政编码为62215，INSEE市镇编码为62645。

## 政治
瓦普拉日所属的省级选区为马克县。

## 人口

1962-2008年间瓦普拉日人口变化图示

瓦普拉日于2022年1月1日时的人口数量为5716人。